# Debian GNU/kFreeBSD
Debian GNU/kFreeBSD — операционная система, выпущенная проектом Debian для компьютеров архитектур, совместимых с i386 и AMD64. Это выпуск операционной системы GNU с системой управления пакетов (APT) Debian, и ядром FreeBSD, в отличие от большинства других вариантов GNU, которые используют ядро Linux.
Базовая система Debian GNU/kFreeBSD полностью функциональная, и система в целом работает правильно, но кое-что требует наладки и доработки. Буква «k» (от англ. kernel, ядро) в названии kFreeBSD обозначает, что используется ядро FreeBSD. Так как FreeBSD — законченная операционная система, важно показать, что ядро FreeBSD для этой версии Debian изменено, чтобы функционировать с библиотеками GNU.
Первый официальный стабильный выпуск системы состоялся одновременно с выпуском Debian GNU/Linux 6.0. В 2014 году разработка проекта была заброшена.. По состоянию на 2023 год, поддержка порта GNU/kFreeBSD полностью прекращена.

## Ging
Ging — дистрибутив Live CD, основанный на Debian GNU/kFreeBSD. Название является рекурсивным акронимом и расшифровывается «Ging Is Not Ging».
Версия 0.1.0, Ging включает в себя графическую среду KDE 3.4, инструменты GNU toolchain с GCC 4.0, набор приложений от GNOME и KDE таких как KOffice, GIMP, Konqueror, и т. д.

## Debian GNU/kNetBSD
Также, до октября 2002 года выпускался дистрибутив Debian GNU/kNetBSD, базирующийся на ядре NetBSD. Как и в случае FreeBSD, ядро было изменено таким образом, чтобы функционировать с библиотеками GNU.